# Eerste divisie (mannenhandbal) 1983/84
De eerste divisie is de op een na hoogste afdeling van het Nederlandse handbal bij de heren op landelijk niveau. In het seizoen 1983/1984 werden Hercules en Swift Arnhem kampioen en promoveerden naar de eredivisie. Vanwege de uitbreiding van de eredivisie van 10 ploegen naar 12 ploegen, promoveren er twee extra teams naar de eredivisie, namelijk de nummers twee; Attila en De Gazellen.

## Opzet
- De kampioen en nummer twee promoveren rechtstreeks naar de eredivisie (mits er niet al een hogere ploeg van dezelfde vereniging in de eredivisie speelt).
- De twee ploegen die als laatste eindigen, degraderen rechtstreeks naar de tweede divisie.

## Eerste divisie A

### Teams
| Ploeg         | Plaats      | Provincie     |
| ------------- | ----------- | ------------- |
| AHC '31       | Amsterdam   | Noord-Holland |
| Attila        | Utrecht     | Utrecht       |
| BDC           | Soest       | Utrecht       |
| Enschede      | Enschede    | Overijssel    |
| Hercules      | Hengelo     | Overijssel    |
| Hurry-Up      | Zwartemeer  | Drenthe       |
| Jahn II       | Stadskanaal | Groningen     |
| Seijst        | Zeist       | Utrecht       |
| Sport Vereent | Zuilen      | Utrecht       |
| Volendam      | Volendam    | Noord-Holland |

### Stand
| Pos | Club          | Wed | Ptn | Opmerking                         |
| --- | ------------- | --- | --- | --------------------------------- |
| 1   | Hercules      | 18  | 32  | Promoveert naar de eredivisie     |
| 2   | Attila        | 18  | 26  | Promoveert naar de eredivisie     |
| 3   | AHC '31       | 18  | 26  |                                   |
| 4   | Volendam      | 18  | 20  |                                   |
| 5   | Jahn II       | 18  | 15  |                                   |
| 6   | Seijst        | 18  | 14  |                                   |
| 7   | BDC           | 18  | 14  |                                   |
| 8   | Enschede      | 18  | 13  |                                   |
| 9   | Sport Vereent | 18  | 13  | Degradeert naar de Tweede divisie |
| 10  | Hurry-Up      | 18  | 7   | Degradeert naar de Tweede divisie |

## Eerste divisie B

### Teams
| Ploeg        | Plaats        | Provincie     |
| ------------ | ------------- | ------------- |
| Arnhemia     | Arnhem        | Gelderland    |
| Caesar       | Beek          | Limburg       |
| De Gazellen  | Doetinchem    | Gelderland    |
| Loreal       | Venlo         | Limburg       |
| PSV          | Eindhoven     | Noord-Brabant |
| Sittardia 2  | Sittard       | Limburg       |
| Swift Arnhem | Arnhem        | Gelderland    |
| Tachos       | Waalwijk      | Noord-Brabant |
| Tornado      | Heerhugowaard | Noord-Holland |
| UDI          | Arnhem        | Gelderland    |

### Stand
| Pos | Club         | Wed | Ptn | Opmerking                         |
| --- | ------------ | --- | --- | --------------------------------- |
| 1   | Swift Arnhem | 18  | 31  | Promoveert naar de eredivisie     |
| 2   | De Gazellen  | 18  | 30  | Promoveert naar de eredivisie     |
| 3   | Loreal       | 18  | 28  |                                   |
| 4   | Tachos       | 18  | 24  |                                   |
| 5   | UDI          | 18  | 16  |                                   |
| 6   | PSV          | 18  | 15  |                                   |
| 7   | Arnhemia     | 18  | 14  |                                   |
| 8   | Sittardia 2  | 18  | 11  |                                   |
| 9   | Tornado      | 18  | 7   | Degradeert naar de Tweede divisie |
| 10  | Caesar       | 18  | 2   | Degradeert naar de Tweede divisie |